# 푸른 오케스트라
《푸른 오케스트라》(일본어:  青のオーケストラ)는 아쿠이 마코토가 원작한 일본의 만화이다. 전 천재 바이올리니스트 소년을 그리는 앙상블 청춘 웹툰. 《망가원》(쇼가쿠칸)에서는 2017년 4월 25일, 《우라 선데이》(동사)에서는 동년 5월 2일부터 연재하고 있다. 지바현립 마쿠하리 종합 고등학교 심포니 오케스트라부 취재를 바탕으로 만들어졌다.
TV 애니메이션은 2023년 4월 9일부터 10월 8일까지 NHK 교육 텔레비전에서 제1기로 방영했다. 제2기는 2025년 10월부터 방영될 예정이다.

## 줄거리
과거 바이올린 경연 대회에서 뛰어난 성적을 거두던 소년 아오노 하지메는 어떤 사정으로 바이올린을 그만두었다가 우연한 계기로 아키네 리츠코와 만나 한 번쯤 그만두었던 바이올린을 다시 연주하기 시작한다. 그 뒤로 두 사람은 입학한 고등학교에서 관현악부에 들어가게 되는데, 그곳에서 경연 대회에서 정상의 성적을 거두고 있던 사에키 나오와 해후해 바이올린 실력을 겨루게 된다.

## 애니메이션 방영 목록

### 제1기
| 회차         | 제목                           | 방송 일자       |
| ------------ | ------------------------------ | --------------- |
| 1화          | 아오노 하지메                  | 2023년 4월 9일  |
| 2화          | 아키네 리츠코                  | 2023년 4월 16일 |
| 3화          | 우미마쿠 고등학교 오케스트라부 | 2023년 4월 23일 |
| 4화          | 사에키 나오                    | 2023년 4월 30일 |
| 5화          | 하라다 소우                    | 2023년 5월 7일  |
| 6화          | 비 오는 날                     | 2023년 5월 14일 |
| 7화          | 코자쿠라 하루                  | 2023년 5월 21일 |
| 8화          | G선상의 아리아                 | 2023년 5월 28일 |
| 9화          | 선배                           | 2023년 6월 4일  |
| 10화         | 초심자와 경험자                | 2023년 6월 11일 |
| 11화         | 결전 전야                      | 2023년 6월 18일 |
| 12화         | 오디션                         | 2023년 6월 25일 |
| 13화         | 자신의 음색                    | 2023년 7월 2일  |
| 14화         | 다가서다                       | 2023년 7월 9일  |
| 15화         | 진심                           | 2023년 7월 16일 |
| 16화         | 걱정                           | 2023년 7월 23일 |
| 17화         | 또 하나의 진심                 | 2023년 7월 30일 |
| 18화         | 진실                           | 2023년 8월 27일 |
| 19화         | 너로서                         | 2023년 9월 3일  |
| 20화         | 여름이 있는 곳                 | 2023년 9월 10일 |
| 21화         | 유모레스크                     | 2023년 9월 17일 |
| 22화         | 보내는 말                      | 2023년 9월 24일 |
| 23화         | 정기 연주회                    | 2023년 10월 1일 |
| 마지막회(24) | 신세계로부터                   | 2023년 10월 8일 |

### 고전음악 삽입곡
- 펠릭스 멘델스존, 《바이올린 협주곡 마단조 작품번호 64》 중 3악장(바이올린과 피아노 이중주용 편곡)
- 니콜로 파가니니, 《24개의 카프리치오 작품번호 1》 중 24번 가단조
- 요한 파헬벨, 《카논과 지그 라장조 P.37》 중 카논(바이올린 독주용 편곡)
- 프란츠 폰 주페, 《경기병 서곡》
- 요한 제바스티안 바흐, 《무반주 첼로 모음곡 1번 사장조 BWV1007》 중 전주곡
- 안토니오 비발디, 《사계》 중 봄 1악장, 여름 3악장
- 조르주 비제, 오페라 《카르멘》 중 1막의 전주곡
- 표트르 차이콥스키, 《호두까기 인형 모음곡》 중 작은 서곡
- 헨리크 비에니아프스키, 《스케르초 타란텔라 작품번호 16》
- 요한 제바스티안 바흐, 《관현악 모음곡 3번 라장조 BWV1068》 중 아리아(바이올린 독주용 편곡)
- 안토닌 드보르자크, 《교향곡 9번 마단조 '신세계로부터'》
- 코다이 졸탄, 《바이올린과 첼로를 위한 이중주 작품번호 7》 중 1악장
- 안토닌 드보르자크, 《유머레스크 작품번호 101》 중 제7번(바이올린 독주용 편곡)